# 秋收起义铜鼓纪念馆
秋收起义铜鼓纪念馆是江西省宜春市铜鼓县的一座紀念館，与铜鼓县博物馆合署办公，亦是国家三级博物馆。是第二批全国爱国主义教育示范基地——秋收起义纪念地的项目之一。

## 纪念馆历史
1977年8月，秋收起义铜鼓纪念馆建成开放，是为纪念湘赣边界秋收起义的专题陈列馆。1994年12月，成立铜鼓县博物馆，与秋收起义铜鼓纪念馆两馆合署办公。纪念馆与毛泽东化险地、肖家祠，同属铜鼓秋收起义纪念地。
2001年，做为秋收起义纪念地项目之一，列入第二批全国爱国主义教育示范基地。2004年，评为江西省十大红色旅游景点之一。2009年12月，列为首批“国家国防教育示范基地”。2010年，中国井冈山干部学院列为“现场教学点”。2013年，国家文物局评为“国家三级博物馆”。2015年，列为“宜春职业技术学院爱国主义教育基地”。2018年，列为“宜春市中小学生研学实践教育基地”、“江西省中小学生研学实践教育基地”。2020年10月，中国关心下一代工作委员会评为“第四批全国关心下一代党史国史教育基地”，是宜春市唯一一个获此称号的党史国史教育基地。